# 汎モンゴル主義

大モンゴルとその周辺

汎モンゴル主義（モンゴル語：Нармай Монгол、英語：Pan-Mongolism）は、モンゴル人が居住するモンゴル国、南モンゴル（中国の内モンゴル自治区）、ロシアのブリヤート共和国を統合し、大モンゴルを再興しようとする思想。場合によってはトゥヴァ共和国やアルタイ共和国などを含むこともある。